# Severino Reija
Severino Reija Vázquez (Lugo, 25 de noviembre de 1938), futbolista español. Jugaba de defensa como lateral izquierdo en el Deportivo de la Coruña y el Real Zaragoza.

## Biografía
Comenzó jugando en el equipo del colegio de los Salesianos de La Coruña. Posteriormente pasó al Oza Juvenil de la ciudad de La Coruña y más tarde al Deportivo de la Coruña durante dos temporadas, en las que debutó en Segunda División. Fue traspasado al Real Zaragoza dos años después, con quien debutó en Primera División en la jornada 1.ª de la temporada 1959-1960, el día 13 de septiembre de 1959 en el partido Real Valladolid 2 - Real Zaragoza 1. Jugó diez temporadas en el equipo zaragozano, hasta que se retiró en 1969.
En cierto modo, Reija se anticipó a la figura del carrilero que toma metros hacia adelante y hacia atrás, y juega con rigor en retaguardia.

## Selección nacional
Ha sido internacional con la selección de fútbol de España en 24 ocasiones. Fue uno de los jugadores que formó parte de los Héroes de 1964, en la que España obtuvo su primer título.

## Participaciones en Copas del Mundo
| Mundial                        | País       | Resultado    |
| ------------------------------ | ---------- | ------------ |
| Copa Mundial de Fútbol de 1962 | Chile      | Primera fase |
| Copa Mundial de Fútbol de 1966 | Inglaterra | 8° de final  |

## Clubes
| Club                   | País   | Año       |
| ---------------------- | ------ | --------- |
| Deportivo de La Coruña | España | 1957-1959 |
| Real Zaragoza          | España | 1959-1969 |

## Palmarés

### Campeonatos nacionales
| Título                | Club          | País   | Año       |
| --------------------- | ------------- | ------ | --------- |
| Copa del Generalísimo | Real Zaragoza | España | 1963/1964 |
| Copa del Generalísimo | Real Zaragoza | España | 1965/1966 |

### Copas internacionales
| Título         | Equipo        | País   | Año       |
| -------------- | ------------- | ------ | --------- |
| Copa de Ferias | Real Zaragoza | España | 1963/1964 |